# Ana Bárbara

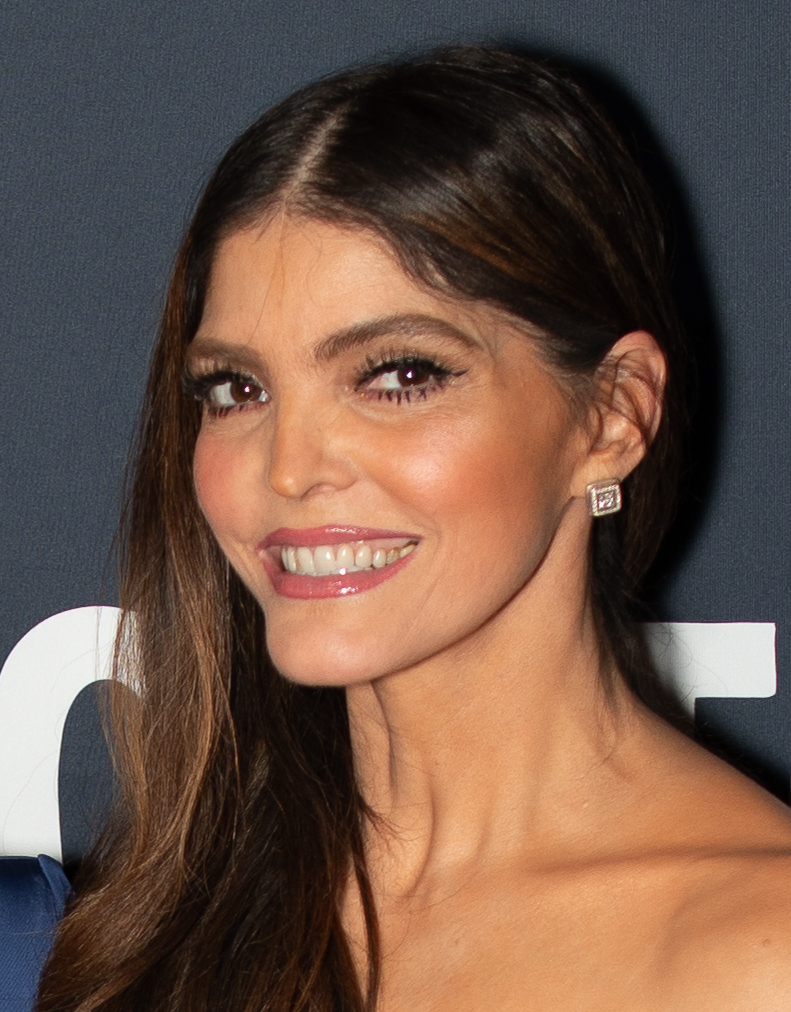
Ana Bárbara (2024)

Altagracia Ugalde Motta (* 10. Januar 1971 in Río Verde, San Luis Potosí), besser bekannt unter ihrem Künstlernamen Ana Bárbara, ist eine mexikanische Sängerin.

## Leben
Die 1,72 Meter große Ana Bárbara war zunächst als Model tätig, bevor sie ihre Gesangskarriere einschlug. 1988 wurde sie zur „Miss San Luis Potosí“ gewählt und repräsentierte bei der anschließenden „Miss Mexico“-Wahl ihren Bundesstaat.
1994 schloss sie einen Plattenvertrag mit Fonovisa, dem musikalischen Unternehmenszweig von Mexikos Mediengiganten Televisa, und veröffentlichte ihr erstes Album. Das darauf befindliche Lied Sacúdeme wurde ein Hit in Mexiko. Ihr bald darauf einsetzender Erfolg war auch durch den unerwartet frühen Tod der zu jener Zeit überaus erfolgreichen US-amerikanischen Sängerin mexikanischer Abstammung, Selena Quintanilla-Pérez, bedingt. Zumal dem Album vor Veröffentlichung in den Vereinigten Staaten noch schnell ein Lied beigemischt wurde, das den Namen Selena trug und als Hommage an die kurz zuvor ermordete Sängerin gerichtet war, gleichzeitig aber wahrscheinlich auch die bessere Vermarktung des eigenen Albums zum Ziel hatte.

## Diskografie

### Alben
| Jahr | Titel                            | Höchstplatzierung, Gesamtwochen, AuszeichnungChartplatzierungen (Jahr, Titel, Platzierungen, Wochen, Auszeichnungen, Anmerkungen) | Höchstplatzierung, Gesamtwochen, AuszeichnungChartplatzierungen (Jahr, Titel, Platzierungen, Wochen, Auszeichnungen, Anmerkungen) | Anmerkungen       |
| Jahr | Titel                            | US | Latin | Anmerkungen       |
| ---- | -------------------------------- | --- | --- | ----------------- |
| 1995 | La Trampa                        | — | Latin44 (2 Wo.)Latin |                   |
| 1996 | Ay, Amor                         | — | Latin22 (10 Wo.)Latin |                   |
| 1997 | Los Besos No Se Dan En La Camisa | — | Latin42 (2 Wo.)Latin |                   |
| 1999 | Tu Decision                      | — | Latin47 (2 Wo.)Latin |                   |
| 2003 | Te Atrapare Bandido              | — | Latin62 (2 Wo.)Latin |                   |
| 2004 | Una Mujer, Un Sueno              | — | Latin15 Platin · (15 Wo.)Latin |                   |
| 2004 | Loca De Amar                     | — | Latin61 (2 Wo.)Latin |                   |
| 2005 | Confesiones                      | US154 (3 Wo.)US | Latin6 (23 Wo.)Latin | mit Jennifer Peña |
| 2006 | 2 En 1                           | — | Latin66 (1 Wo.)Latin |                   |
| 2006 | Dos Historias                    | — | Latin21 (8 Wo.)Latin | mit Selena        |
| 2006 | No Es Brujeria                   | — | Latin56 (2 Wo.)Latin |                   |
| 2013 | Yo Soy La Mujer                  | — | Latin28 (2 Wo.)Latin |                   |

Weitere Alben
- 1994: Ana Barbara
- 2001: Te Regalo La Lluvia
- 2009: Rompiendo Cadenas

### Singles
| Jahr | Titel Album                                          | Höchstplatzierung, Gesamtwochen, AuszeichnungChartsChartplatzierungen (Jahr, Titel, Album, Platzierungen, Wochen, Auszeichnungen, Anmerkungen) | Anmerkungen          |
| Jahr | Titel Album                                          | Latin | Anmerkungen          |
| ---- | ---------------------------------------------------- | --- | -------------------- |
| 1994 | Nada Ana Barbara                                     | Latin17 (6 Wo.)Latin |                      |
| 1995 | La Trampa                                            | Latin10 (8 Wo.)Latin |                      |
| 1995 | No Se Que Voy A Hacer La Trampa                      | Latin35 (2 Wo.)Latin |                      |
| 1996 | Me Asusta Pero Me Gusta La Trampa                    | Latin6 (14 Wo.)Latin |                      |
| 1996 | Amor De Luna La Trampa                               | Latin36 (4 Wo.)Latin |                      |
| 1996 | No Llorare Ay, Amor                                  | Latin8 (12 Wo.)Latin |                      |
| 1996 | Ya No Te Creo Nada Ay, Amor                          | Latin9 (15 Wo.)Latin |                      |
| 1997 | Ay, Amor                                             | Latin29 (8 Wo.)Latin |                      |
| 1997 | Y Siempre Ay, Amor                                   | Latin27 (7 Wo.)Latin |                      |
| 1998 | Como Me Haces Falta Los Besos No Se Dan En La Camisa | Latin22 (5 Wo.)Latin |                      |
| 2002 | Te Regalo La Lluvia                                  | Latin33 (9 Wo.)Latin |                      |
| 2004 | Deja Te Atraparé...Bandido                           | Latin25 (9 Wo.)Latin |                      |
| 2004 | Loca Loca De Amar                                    | Latin25 (9 Wo.)Latin |                      |
| 2005 | Lo Busque Loca De Amar                               | Latin49 (2 Wo.)Latin |                      |
| 2006 | No Es Brujeria                                       | Latin25 (8 Wo.)Latin |                      |
| 2009 | Rompiendo Cadenas                                    | Latin42 (2 Wo.)Latin | feat. Dyland y Lenny |

## Filmografie

### Fernsehfilme
- 2002: Todo contigo

### Fernsehserien
- 2001: Mujer, casos de la vida real: Canto de sirena
- 2004: La escuelita VIP: Bienvenida a Ana Bárbara
- 2011: Una familia con suerta (2 Episoden)
- 2013–2019: Noches con Platanito (4 Episoden)